# 華丸 (犬)
華丸（はなまる）は、江戸時代前期に肥前国大村藩家老を務めた小佐々市右衛門前親（こざさ いちうえもん あきちか）の愛犬（オスの狆）である。前親は大村藩3代藩主純信の守役でもあった。しかし主君の純信は若くして死去し、その知らせを聞いた前親は1650年（慶安3年）7月に切腹して殉死した。愛犬の華丸は前親が荼毘に付される際に、その炎に自らの身を投じて後を追った。華丸を葬った墓は大村家の菩提寺である本経寺に現存し、実在した犬の墓碑として日本最古である。大村家の墓所と本経寺は2004年（平成16年）に国の史跡となり、前親と華丸の墓も史跡指定されている。

## 経緯
大村氏の第12代当主純忠は、日本初のキリシタン大名として知られる。純忠の長男喜前の代に、徳川期の大名となって旧領を安堵され、肥前国大村藩の初代藩主となった。
喜前はキリシタンから日蓮宗に改宗し、領内に神社仏閣を復興した。このとき最初に建立されたのが、本経寺であった。本経寺はのちに大村家の菩提寺となった。
大村藩2代藩主純頼は28歳で急死し、一子純信がわずか3歳にして3代藩主を継いだ。幼い純信の守役に抜擢されたのは、当時15歳の小佐々市右衛門前親であった。前親は文武両道に秀で、とりわけ漢文学に優れていた。彼はその才を認められて、10歳のときに初代藩主喜前から偏諱を受けて前親と改名していた。さらに23歳で家老の職につき、純信が深く信頼する近臣であった。
前親は華丸という名の犬を飼っていた。前親は華丸を愛育してそばに置き、華丸も前親によく懐いていた。
主君純信は、1650年6月24日（慶安3年5月26日）に33歳という若さで江戸で死去した。この知らせが国元に届くと、前親は主君純信の後を追って1650年7月16日（慶安3年6月18日）に切腹した。
前親の亡骸は、大村家の菩提寺である本経寺で荼毘に付されることとなった。その様子を見ながら、華丸は涙を流していた。そして華丸は、自らの身を荼毘の炎に投じて果てた。
人々は主君に殉じた前親とその後を追った華丸を武士道の鑑としてたたえた。前親と華丸の墓は純信の後を継いだ大村藩第4代藩主純長の計らいによって、本経寺内の純信の墓碑前に並んで建立された。
明治時代初期、当時の大村家の家宰が華丸の墓碑のみを大村家の墓所から本経寺の本堂側にある小佐々家の墓地に移動させた。その後は第二次世界大戦後まで小佐々家が供養を続けていた。華丸の墓について、当時本経寺の住職を務めていた佐古亮尊がその存在に気づき、昭和30年代中期に前親の墓の隣に戻している。
前親と華丸の墓は、それぞれの高さが3メートルと90センチメートルである。江戸時代前期における90センチメートル（3尺）の墓は、上級武士の墓碑と同等であるという。華丸の墓碑文は、漢文学者でもあった前親の高弟が手がけた。文面は「前親養う所の犬あり。出入相い友しみ（したしみ）、恒にこれを愛し、膝下に抱く」とあり、その大意は「前親と華丸はお互いに親しんでおり、前親は常に華丸を愛して膝元に抱いていた」というものである。
本経寺の大村家墓所は、キリシタン大名であった大村家が徳川幕府の禁教政策に対して、仏教への信仰を明確に主張する宗教政策を示す文化財として、2004年（平成16年）9月30日に国の史跡の指定を受けた。この指定に伴い、大村家3代藩主純信の墓の前にある前親と華丸の墓も国の史跡となった。

## 調査
小佐々 学（こざさ まなぶ）は、1940年（昭和15年）東京生まれの獣医師・獣医学者である。彼の研究テーマには動物愛護史があり、その観点から長年にわたって日本各地に存在する犬塚（時代の古い犬の墓）の調査と研究に取り組んでいる。
小佐々が犬塚の調査に取り組む契機となったのは、自身の先祖にあたる小佐々市右衛門前親の墓碑に寄り添う華丸の墓碑であった。その後彼は、日本各地に分布する「史実の犬塚」（幕末・明治維新前期ごろまでに造られたもの）を100か所以上調査した。その過程で、華丸の墓が実在した犬の墓碑として日本最古であることが明らかになった。華丸の墓の建立は、「犬公方」の異名で知られる徳川5代将軍綱吉が発した「生類憐みの令」より35年さかのぼる時期のことであった。
華丸の位牌の写しはその前面に「義犬華丸霊」と記され、後面に「慶安三寅年六月十八日 小佐々市右衛門前親之家犬 御狆」とある。この記述から小佐々は「当時の日本では動物にも霊魂の存在を認めていたことがわかります」と指摘した。「御狆」は義犬だったことからの尊称であり、性別が雄であることは名前の「丸」からの判断という。
前親と華丸の史実が起こった江戸時代前期は、アメリカやヨーロッパにおいても動物愛護の思想がまだ存在していない時代であった。小佐々の研究によれば、前親と華丸の史実は世界に先んじて犬を大切にする思想が大村藩に存在したことを示し、動物愛護の史跡として重要な意味を持つ。
小佐々は『義犬華丸ものがたり』（2016年、長崎文献社）に寄稿した「「義犬華丸」と動物愛護史」で次のように記述している。

## 「町おこし」と華丸の顕彰碑建立まで
小佐々のもとに、華丸の墓を大村市の「町おこし」に役立てることができないかという相談が持ち込まれたのは、2012年（平成24年）夏のことであった。この話を小佐々に持ち込んできたのは、大村市の獣医師会員有志であった。小佐々は先祖が幕末まで暮らした地であることや、小佐々氏の一族を研究するために大村市の郷土史会である「大村史談会」で理事や名誉会員などを務めるなどゆかりが深く、当時の大村市長松本崇とも親しかったことなどから協力を決めた。
ただし、本経寺の境内のほとんどが国の史跡であるため、単に「義犬華丸」の墓を宣伝するだけでは史跡の管理に関する問題が出てくる恐れがあった。小佐々はこの問題を憂慮し、本経寺側と対策を話し合うことにした。2013年（平成25年）5月、長崎で小佐々氏会が開催された。その帰路に小佐々を含めた会の有志などが本経寺を訪問し、大村氏の古墓所にある前親と華丸の墓前で供養祭を執り行った。その際に開かれた昼食会の席で、「義犬華丸」による町おこしへの対応が協議された。この会合で本経寺の住職佐古亮景の提案によって寺の本堂前広場に華丸の顕彰碑を造り、観光客にはこの顕彰碑を参拝してもらうことに決まった。
しかし本堂前広場も国の史跡であることから、大村市教育委員会文化振興課を経由して本経寺側が文化庁に史跡の一部変更申請をするなどの煩雑な手続きが必要なことが判明した。そのため佐古は本経寺役員会と協議の上で、本堂前広場の古墓所入り口に近い藤棚の下を建設予定地に決めた。その後は文化振興課が協力して申請作業が進んだ。
2014年（平成26年）6月に東京で行われた小佐々氏会総会で、翌2015年（平成27年）6月に前親と華丸の365回忌を執り行うことが決まった。それに合わせて会の寄付により、「義犬華丸の顕彰墓碑」と「華丸石像」を本経寺が決めた場所に造ることが承認された。
2015年（平成27年）1月16日に文化庁から許可が下り、「義犬華丸」の顕彰事業が本格的に始動した。実行委員会の設立に続き、数回の会合を経て同年6月20日に記念式典の前夜祭が長崎インターナショナルホテルで開かれた。翌21日に本経寺の古墓所にて前親と華丸の365回忌法要が執り行われた。法要の終了後、義犬華丸の顕彰墓碑と華丸の石像の落成式典などが行われ、参列者に披露された。

## 顕彰墓碑と石像
新たに建立された顕彰墓碑は、古墓所にある華丸の墓と同じ高さで、形も同型である。碑には華丸の位牌の写しと同じく、前面に「義犬華丸霊」、後面に「慶安三寅年六月十八日 小佐々市右衛門前親之家犬 御狆」と刻まれ、墓に記されている漢文の由緒書きも復刻された。この顕彰墓碑の位置は、拝むことによって後方の塀越しに前親と華丸の墓も一緒に拝むことができる配慮がなされている。
顕彰墓碑の右隣りには、華丸の石像が設置されている。この石像は狆の幼犬をイメージしたものである。元になったのは小佐々が所蔵していた絵画で、2匹の狆の幼犬を題材とした「旭日双狗児図（きょくじつそうくじず、荒木十畝画）」である。絵画をもとに小佐々の娘たちなど3人が協力して、石像の原画を制作した。
原画をもとに石像の制作を担当したのは、石彫家の長岡和慶である。石像は愛知県で産する花沢石（花崗岩）を掘り上げたもので、高さ30センチメートルの台座の上に据えられている。像の高さは31センチメートルを測り、多くの人々に撫でて可愛がってもらえるように砥石で表面を滑らかに磨き上げている。顕彰墓碑のそばには、その由来などを説明した看板が設置されている。説明文の結びは「ここは、日本の『動物愛護発祥の地』とされており、世界的な「ヒューマン・アニマル・ボンド（人と動物の絆）の聖地といえよう」というものである。華丸の石像は、大村市の観光資源として活用が期待されている。

## マスコットキャラクター「義犬華丸くんと美犬華子ちゃん」
義犬華丸を題材としたキャラクターは、小佐々の発想によって男の子（雄）と女の子（雌）のカップルとなった。キャラクターの原案として使われたのは、「旭日双狗児図」に描かれた白黒と白茶の毛並みを持つ2匹の狆の幼犬であった。小佐々によると、狆の毛色は白黒が普通であるが、白茶の毛色は「茶狆」と呼ばれて珍しいものであるという。小佐々は2種類の毛色を活用するための方策として、白黒の毛並みの男の子と白茶の毛並みの女の子を発想した。
2匹の呼称については、小佐々の発想によって「義犬」との語呂合わせで「美犬」という造語を創出し、名前も「華丸」に対して「華子」と命名した。キャラクターの画像は、大村市観光振興課の職員が協力して作画し、小佐々とのメールによるやり取りを経て完成した。
「義犬華丸くんと美犬華子ちゃん」のキャラクターは、無償で大村市に供与されている。小佐々は「本経寺に建立した顕彰記念碑と共に、義犬華丸くんと美犬華子ちゃんのキャラクターが大村の町おこしに役立つのを願っています」とコメントした。